# Jongema State
Jongema State of Jongemastate was een stins (landhuis) uit de 15e eeuw, gelegen ten noorden van het Friese dorp Rauwerd, nabij het begin van de Slachtedijk. Van de stins is alleen het poortgebouw (1603) behouden gebleven. Op het terrein bevindt zich nu het Park Jongemastate, in beheer bij It Fryske Gea.

## Historie
Al in 1461 stond op deze plek het later door brand verwoeste Jongema Huys, bewoond door Kempo Jongema. De daarna tussen 1515 en 1530 gebouwde stins werd eeuwenlang bewoond door het geslacht Van Eijsinga. De gevelsteen op het poortgebouw vermeld ook deze naam. De laatste bewoner was burgemeester Hobbe Baerdt van Slooten. De stins werd na zijn vertrek verkocht en in 1912 afgebroken. De ruwe contouren van de oorspronkelijke state zijn op het terrein nog herkenbaar door aangebrachte markeringen. Een plaquette in het bewaard gebleven poortgebouw vermeldt dat het terrein door de familie Van Slooten is geschonken aan It Fryske Gea met bestemming tot wandelpark voor de bevolking van Rauwerd.
Oorspronkelijk is het eigendom van de familie Jongma, maar er schijnen onderlinge conflicten geweest te zijn in de familie.

## Park Jongemastate

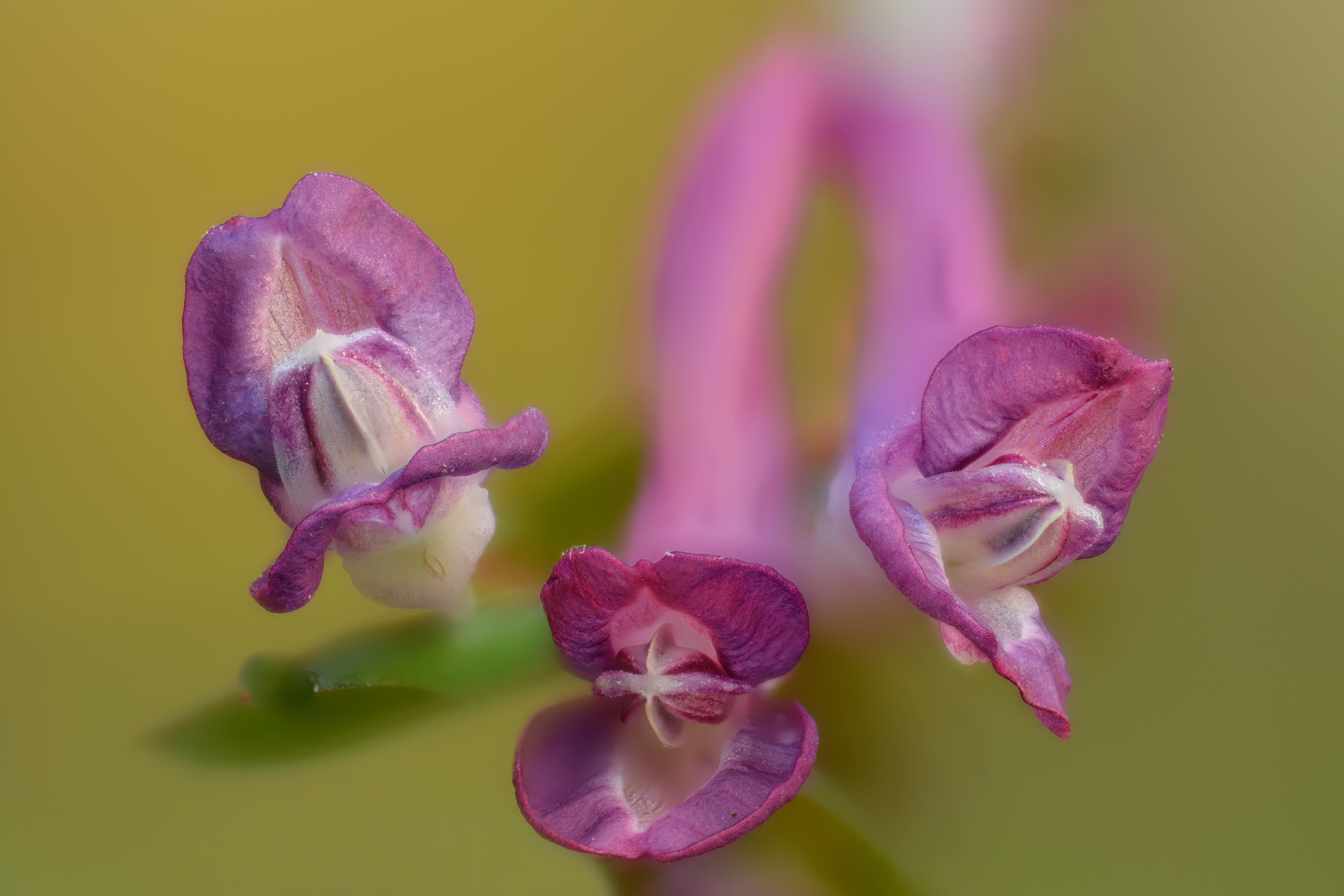
Holwortel in Park Jongemastate

Het Park Jongemastate, plaatselijk ook bekend als het Raerder Bosk, is een boomrijk gebied in een verder open landschap, omgeven door een slotgracht en een boomsingel. In het park groeien veel stinsenplanten en het fungeert als broedgebied voor vogels, met name de roek en de blauwe reiger. Het terrein wordt beheerd door It Fryske Gea en is vrij toegankelijk voor het publiek. In het poortgebouw bevindt zich een informatiepaneel.
Ald Slot · Amelandshuis · Klein Botnia · Camminghahuis · Crackstate · Dekemastate · Epemastate · Harsta State · Hemmema State · Heeremahuis · Herema State · Poptaslot · Jongema State · Keimpemastins · De Klinze · Liauckama State · Museum Martena · Papingastins · Princessehof · Schierstins · Sickema State · Stadhouderlijk Hof · Stania State · Waltastins · Uniastate · Ylostins (verdwenen)
Aeltsjemar
· De Alde Feanen
· Bakkeveense Duinen
· Bancopolder
· Bekhofschaans
· Bjirmen
· Blauhúster Puollen
· Bocht fan Molkwar
· Botmar
· Bouwepet
· Buismans Einekoai
· Bûtenfjild
· Van Coehoornbosk
· Delleboersterheide
· Diakonieveen
· Dobbe Stienser Aldlân
· Dobben Hurdegarypsterwarren
· Dunegeaster- en Follegeasterpolder
· Dyksfearten
· Eanjumerkolken
· Easterskar
· Einekoai Piaam
· Einekoaien Lytse Geast
· De Fluezen
· Grikelân en Turkije
· Grutte Wielen
· Heide Hulstreed
· De Hon
· Huitebuersterbûtenpolder
· Joodse begraafplaats Tacozijl
· Joodse begraafplaats Noordwolde
· Kapellepôle
· Ketelermar
· Ketliker Skar
· Kobbelân
· Lendebos
· Lindevallei
· Liphústerheide
· Makkumersúdmar
· Makkumerwaarden
· Mandefjild
· Martenastate
· Meulebos
· Meulereed
· Mokkebank
· Mûntsebuorsterpolder
· Noard-Fryslân Bûtendyks
· 't Oerd
· Ottema Wiersma reservaat
· Park Huize Olterterp
· Park Jongemastate
· Peazemerlannen
· Petgatten De Feanhoop
· Polders Koarnwert
· Ringwiel
· Rysterbosk
· De Ryp
· Schaopedobbe
· Séfonsterpolder
· Sippen-finnen
· Skiedingsboskje
· Slachtedyk
· Steile Bank
· Stokersdobbe
· Sudermarpolder
· Syp Set
· Taconisbosk
· Tsjongerwâlen
· Teroelster Sipen
· Unlân fan Jelsma
· Van Asperen einekoaien
· Warkumermar
· Warkumerwaard
· 't West
· Wilhelmina-oard
· Ychtenerfeanpolder